# Susanne Kilian
Susanne Kilian, geborene Welk (* 2. August 1940 in Berlin), ist eine deutsche Autorin.

## Biografie
Kilian ist die Tochter eines Bankkaufmanns. Nach dem Abitur übte sie verschiedene Tätigkeiten aus. 1969 schrieb sie ihre erste Geschichte. Es folgten zehn Bücher, die zum Teil ins Japanische und Katalanische übersetzt wurden. Sie schreibt überwiegend Kinder- und Jugendliteratur. Ihre Texte finden sich in zahlreichen Lesebüchern. Sie lebt heute in Eltville am Rhein. 
Kilian bemühte sich, wie auch andere Autoren Anfang der 1970er Jahre, um eine realistische Darstellung des Alltags von Kindern. In dem 1972 erschienenen Nein-Buch für Kinder, das mehrfach neu aufgelegt wurde, kritisiert sie soziale Missstände und vertritt antiautoritäre Positionen.

## Veröffentlichungen
- Hans möchte stark sein, stark wie Tarzan. Militzke, Leipzig 2007, ISBN 978-3-86189-397-4.
- Lenakind. Beltz & Gelberg, Weinheim 1993, ISBN 3-407-78007-9.
- Kinderkram. Beltz & Gelberg, Weinheim 1991, ISBN 3-407-78026-5.
- mit Günther Stiller: Nein-Buch für Kinder. Beltz & Gelberg, Weinheim 1982, ISBN 3-407-80591-8.
- Na und? Beltz & Gelberg, Weinheim 1980, ISBN 3-407-80212-9.
- Nur ne fünf. Beltz & Gelberg, Weinheim 1974, ISBN 3-407-80235-8.
- O.K. Beltz & Gelberg, Weinheim 1974, ISBN 3-407-80503-9
- Brave Tochter, altes Kind. München: neobooks Self-Publishing 2017, ISBN 978-3-7427-6348-8